# Colaspedusa
Colaspedusa is een geslacht van kevers uit de familie bladkevers (Chrysomelidae).
De wetenschappelijke naam van het geslacht werd in 1998 gepubliceerd door Medvedev.

## Soorten
- Colaspedusa bicoloripes Medvedev, 1998
- Colaspedusa malayana Medvedev, 1998
- Colaspedusa verrucosa Medvedev & Zoia, 2001